# نائیری گریگوریان
نائیری گریگوریان ( انگلیسی: Nairi Grigorian؛ زادهٔ ۲ اوت ۱۹۶۸) نوازنده پیانو کلاسیک ارمنی‌تبار اهل اسپانیا است. وی از ۱۹۹۱ ساکن ساراگوسا می‌باشد. از سال ۲۰۰۲ تا ۲۰۰۵ میلادی نائیری عضو پیانو بین‌الملل کامیلو توگنی در برشا بود

## زندگی‌نامه
وی در ۲ اوت ۱۹۶۸ در باکو به دنیا آمد. آموزش نواختن پیانو را در سن پنج سالگی شروع نمود در سال ۲۰۰۲ وی مدال طلای وزارت فرهنگ ایتالیا به خاطر کارهای آموزشی و تفسیری‌اش دریافت نمود.